# Hinrich Romeike
Hinrich Peter Romeike, né le 26 mars 1963 à Hambourg, est un cavalier allemand.

## Carrière
Hinrich Romeike participe aux épreuves d'équitation aux Jeux olympiques de 2004 à Athènes, se classant cinquième en concours complet individuel et quatrième en bob à quatrième en concours complet par équipe. Il est à nouveau présent lors des Jeux olympiques de 2008 à Pékin et remporte la médaille d'or en concours complet individuel et par équipe.